# 20分钟报 (西班牙)
20分钟报（西班牙語：20 minutos）是西班牙发行量最大的免費報紙。它于2000年2月3日创刊，2001年被施伯史泰德集团收购，2005年1月推出网站，2005年12月成为西班牙阅读量最高的报纸。该报目前有4个版本，每周一至周五在马德里、巴塞罗那、瓦倫西亞、塞维利亚、马拉加、格拉纳达和科爾多瓦这7个城市发行。
该报的所有内容均以創作共用授權條款发布。

## 历史
1999年，西班牙新闻工作者何塞·安东尼奥·马丁内斯在马德里创立Multiprensa y Más有限责任公司。2000年2月3日，该公司编辑并印刷了10万份《Madrid y m@s》报纸，在马德里各大通勤站口免费发放。同年11月，姊妹报《Barcelona y m@s》在巴塞罗那发行。2001年，挪威施伯史泰德传媒集团成为了马丁内斯公司的大股东，并在2002年中期接管了这两份报纸，将其更名为《20分钟报》。
事实上，早在1999年12月13日，施伯史泰德公司就在瑞士创办了《20分钟报》（20 Minuten），报纸得名于通勤者在公共交通上平均花费的时间。
2015年，西班牙《20分钟报》被先驱集团股份公司收购。

## 地区发行
从2003年开始，《20分钟报》逐渐扩散到了西班牙各地区的主要城市。到了2005年，该报已经在西班牙15个大城市发行有15个不同版本，每日读者数量达到了2,448,000人，成为西班牙阅读量最高的报纸。2011年，在金融危机的深刻影响下，《20分钟报》却仍保持着市场上的领先地位，平日读者人数维持在210万。
西班牙报纸市场的不景气使得开始大幅降低该报的运营成本。到2012年7月，已有7个版本停刊。2013年，塞维利亚、马拉加、科尔多瓦和格拉纳达的4个版本合并为安达卢西亚1个版本。2012年至2013年，西班牙《20分钟报》的总运营支出减少了23％，这致使2013年营业收入下降了6％。与此同时，与其竞争的其他全国性免费报纸已经全部停刊。

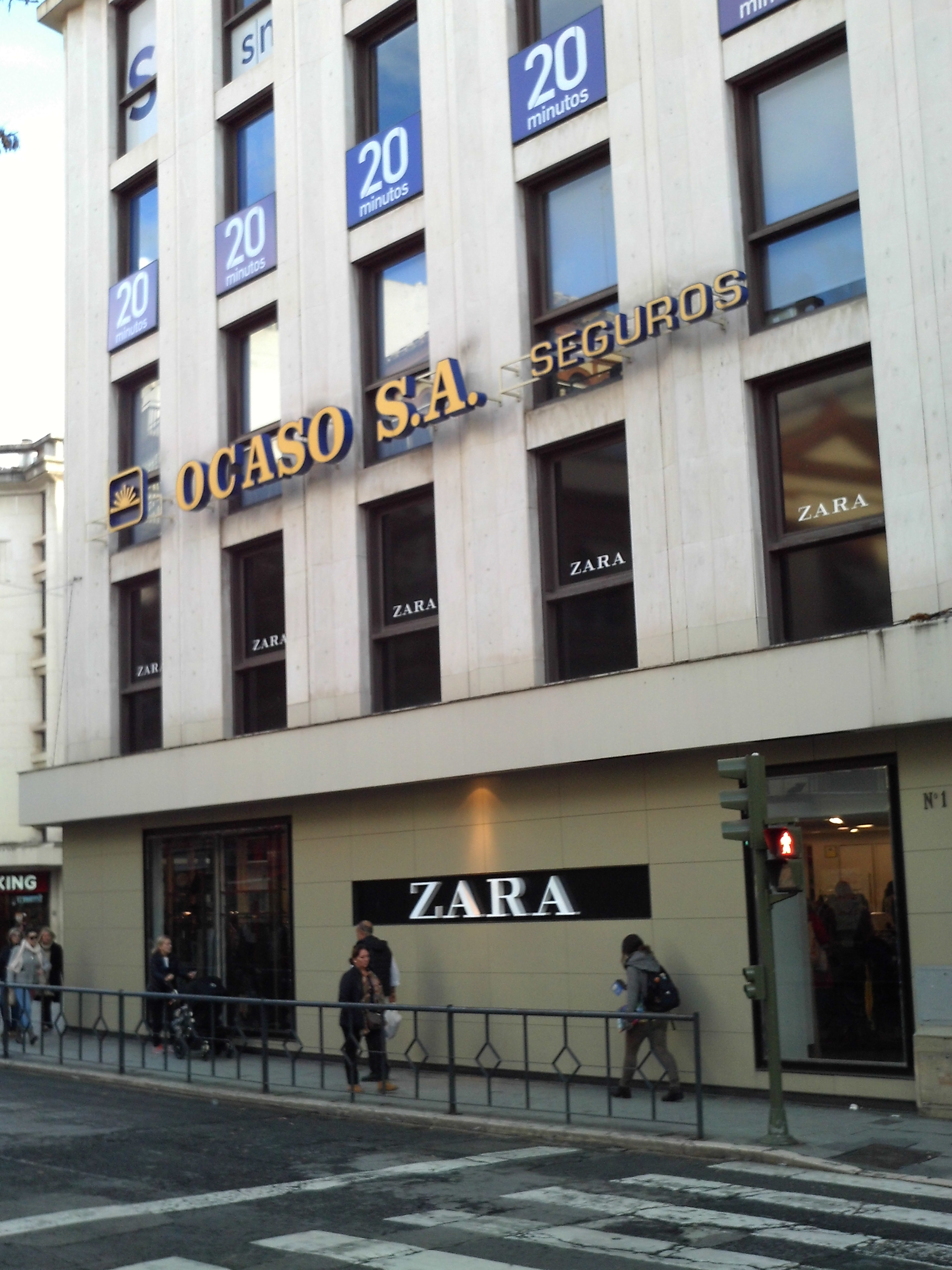
位于塞维利亚的办公室

| 自治区       | 城市           | OCLC           | ISSN           | 创刊时间   | 停刊时间   | 备注   |
| ------------ | -------------- | -------------- | -------------- | ---------- | ---------- | ------ |
|              | 塞维利亚       | OCLC 436613066 | ISSN 1696-4950 | 2003年     | -          | [ 20 ] |
| 科爾多瓦     | OCLC 436607613 | ISSN 1885-4842 | 2005年         | -          |            |        |
| 格拉纳达     | OCLC 436609771 | ISSN 1699-7808 | 2005年         | -          |            |        |
| 马拉加       | OCLC 436608351 | ISSN 1699-4108 | 2005年1月      | -          | [ 20 ]     |        |
|              | 萨拉戈萨       | OCLC 436614734 | ISSN 1697-1221 | 2003年     | 2015年11月 | [ 20 ] |
| 阿斯圖里亞斯 | 奥维耶多       | OCLC 733121733 | ISSN 1889-9684 | 2007年     | 2012年7月  |        |
| 巴斯克       | 毕尔巴鄂       | OCLC 436612117 | ISSN 1887-2166 | 2005年     | 2012年7月  |        |
|              | 巴利亚多利德   | OCLC 436612652 | ISSN 1887-2158 | 2005年9月  | 2012年7月  |        |
| 加泰罗尼亚   | 巴塞罗那       | OCLC 436612454 | ISSN 1696-4942 | 2000年11月 | -          |        |
| 加利西亞     | 拉科魯尼亞     | OCLC 436609778 | ISSN 1885-4834 | 2005年9月  | 2012年6月  |        |
| 加利西亞     | 維戈           | OCLC 436609318 | ISSN 1885-6977 | 2005年9月  | 2012年6月  |        |
| 馬德里       | 马德里         | OCLC 436621185 | ISSN 1696-4934 | 2000年2月  | -          |        |
|              | 穆尔西亚       | OCLC 733141107 | ISSN 2172-0541 | 2005年4月  | 2012年7月  |        |
| 巴伦西亚     | 瓦倫西亞       | OCLC 436469029 | ISSN 1699-4116 | 2004年     | -          | [ 20 ] |
| 巴伦西亚     | 阿利坎特       | OCLC 436469034 | ISSN 1699-4086 | 2004年     | 2012年7月  | [ 20 ] |

## 网站
西班牙《20分钟报》的网站于2005年开始运营。网站不仅可以查阅该报的电子版，还提供各方面的实时新闻资讯。在2011年初，它每月拥有1300万的独立访客，是西班牙的第三大新闻门户网站。2012年12月，网站推出了独立的墨西哥版本和美国版本。
| 20minutos.es网站2014年每月独立访客数量变化图 |
|                                              |
| 来源：OJD                                    |

## 争议
2002年3月21日，马德里市议会通过报刊销售修正条例，禁止在公共汽车站或地铁口发放免费报纸。
2002年10月23日，西班牙传媒控制办公室（OJD）以页面标明的发行量与实际发行量不一致为由，向马德里法院对《20分钟报》提起诉讼。
《20分钟报》以广告作为收益来源，打破了传统报纸的经营模式。它使许多之前从不注意新闻的人们逐渐养成了阅读每日报纸的习惯。

## 扩展阅读
- 蒋艳芳. . 新闻学硕士学位论文. 华中科技大学: 12-13. 2007. doi:10.7666/d.d092614 （中文（中国大陆））.